# Carnival Imagination
Die Carnival Imagination war ein 1995 als Imagination in Dienst gestelltes Kreuzfahrtschiff, das zuletzt von der US-amerikanischen Reederei Carnival Cruise Line betrieben wurde. Sie war das fünfte Schiff der aus acht Einheiten bestehenden Fantasy-Klasse.

## Geschichte
Die Imagination wurde am 30. Juni 1993 unter der Baunummer NB 488 in der Werft der Kværner Masa Yards in Helsinki auf Kiel gelegt und lief im Oktober 1994 vom Stapel. Die Ablieferung an die Carnival Cruise Lines erfolgte im Juni 1995, die Indienststellung nach der offiziellen Taufe des Schiffes durch Jodi Dickinson am 2. Juli.
Ab 2000 war das Schiff auf den Bahamas registriert, nachdem zuvor Panama der Heimathafen war. 2007 erhielt die Imagination wie alle Einheiten in der Carnival-Flotte den Namenszusatz Carnival und wurde so zur Carnival Imagination. Im September 2016 erhielt das Schiff eine umfangreiche Modernisierung.

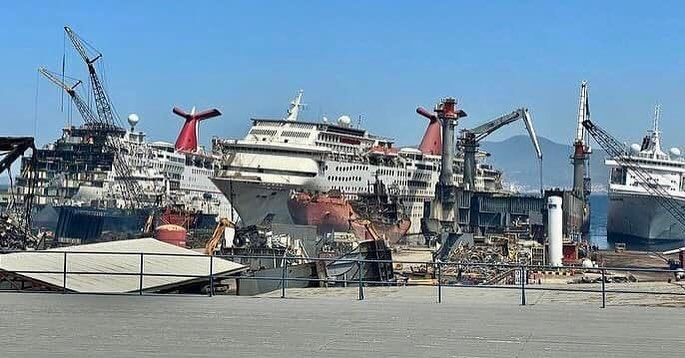
Die noch intakte Carnival Imagination in Aliağa, Juni 2022

Die Carnival Imagination war in Long Beach stationiert und unternahm von dort aus Fahrten zu Häfen in Kalifornien und Mexiko. Im Zuge der COVID-19-Pandemie musste das Schiff ab März 2020 alle Fahrten absagen. Zuvor hatte es Berichte über die Erkrankung eines Passagiers an COVID-19 gegeben.
Im Zuge der COVID-19-Pandemie gab die Carnival Cruise Line im Juli 2020 bekannt, die Carnival Imagination wie auch ihr Schwesterschiff Carnival Fascination zunächst langfristig aufzulegen.
Nur einen Monat später wurde die Carnival Imagination im August 2020 jedoch zum Abbruch nach Aliağa verkauft. Am 14. September 2020 traf das Schiff auf Reede vor Aliağa ein und wurde am 16. September 2020 zum Abbruch gestrandet. Die Abbrucharbeiten am Schiff begannen jedoch erst im Februar 2023, fast zweieinhalb Jahre nach der Ankunft in Aliağa.